# Walid Sabbar
Walid Sabbar (in arabo وليد الصبار‎?; Casablanca, 25 febbraio 1996) è un calciatore marocchino, difensore del Raja Casablanca.

## Palmarès

### Club

#### Competizioni nazionali
- Coppa del Marocco: 1

Raja Casablanca: 2022-2023